# Bulinus crystallinus
Bulinus crystallinus es una especie de molusco gasterópodo de la familia Planorbidae en el orden de los Basommatophora.

## Distribución geográfica
Se encuentra en Angola y Gabón.